# Adobes
Adobes és un municipi de la província de Guadalajara i de la comunitat autònoma de Castella-La Manxa, integrat dintre de la comarca del Señorio de Molina-Alto Tajo. La capital administrativa d'aquesta comarca correspon al municipi de Molina de Aragón (3800 hab.). Aquest municipi se situa a 1.384 metres sobre el nivell del mar, i la seva població de dret és de 45 habitants.

## Gentilici
Adobà, adobana

## Sector d'activitat
Població eminentment agrícola i ganadera. Sense activitats al camp industrial.

## Art i monuments
Església parroquial d'estil renaixentista, amb un retaule barroc. Ermita

## Festa Major
2n cap de setmana d'Agost

## Turisme
El Pinillo, muntanya on convergeixen els termes d'Adobes, Alcoroches i Piqueras. El Ojillo, petita font natural d'aigua a un lloc adaptat per fer-hi barbacoes i pícnics. El Ojo, font d'aigua depenent del cicle de pluges inserit entre gargantes de pedra. Dècades enrere alimentava un molí d'aïgua utilitzat per picar gra (actualment només en queden les runes). El Pairón del Cura, lloc on va aparèixer mort un vicari fa diversos segles i on es troba una escultura en memòria seva. La Dehesa (o Dehesa Somera), reserva municipal natural l'exterior del poble.

## Accessos
Des de la N-211 girar cap a la CM-2112 a El Pobo de Dueñas i dirigir-se cap a Setiles. Una vegada passat aquest últim, girar cap a la carretera local que condueix a Adobes.
Des de la A-1511(des de Bronchales cap a Orihuela del Tremedal), girarem cap a la dreta a la intersecció existent abans d'entrar a Orihuela (en direcció cap a Alustante/El Pobo). A l'arribar a Alustante tindrem dues possibilitats:
La primera serà agafar la pista forestal que des de Alustante ens portarà fins a la "Cruz de Hierro", que delimita els termes de Adobes i Piqueras a la carretera que uneix ambdues poblacions.
La segona serà desviar-nos de la carretera (abans d'entrar al centre urbà de Alustante) i prendre la carretera que es dirigeix cap a Alcoroches. Creuar la localitat en direcció a Traid, i alguns quilòmetres després de deixar enrere Alcoroches, agafar el desviament cap a la dreta per carretera que ens conduirà fins Adobes.